# صويري
الصويرة هي إحدى القرى اللبنانية من قرى قضاء جزين في محافظة الجنوب.